# Txagra de coroneta bruna
La txagra de coroneta bruna (Tchagra australis) és un ocell de la família dels malaconòtids (Malaconotidae).

## Hàbitat i distribució
Habita sabanes i zones amb arbusts i matolls de la zona afrotròpica, a Guinea i sud de Mali, Sierra Leone, Libèria, Costa d'Ivori, Ghana, Togo, Benín, Nigèria i sud del Camerun, República Centreafricana, el Gabon, República del Congo, nord i nord-est de la República Democràtica del Congo i Sudan del Sud, Ruanda, Burundi, Uganda, centre i sud-est de Kenya, Tanzània, Malawi, cap al sud fins Angola, centre de Namíbia i sud de Botswana, Moçambic i nord de Sud-àfrica, sud isud-est de Zàmbia, nord i centre d'Angola, nord-oest de Zimbabwe i nord-oest de Zàmbia.